# پارتوتسی
پارتوتسی (به بلغاری: Partevtsi) یک منطقهٔ مسکونی در بلغارستان است که در شهرستان گابروو واقع شده‌است.